# Cortinarius talus
Cortinarius talus (Elias Magnus Fries, 1838) din încrengătura Basidiomycota, în familia Cortinariaceae și de genul Cortinarius, este o specie de ciuperci comestibile comună care coabitează, fiind un simbiont micoriza (formează micorize pe rădăcinile arborilor). O denumire populară nu este cunoscută. În România, Basarabia și Bucovina de Nord trăiește sociabil în grupuri pe sol acru, dar și pe celcalcaros în pădurile de foioase precum în cele mixte.  Intră în simbioză cu diverși arbori, astfel cu fagi, mesteceni și stejari. Apare de la câmpie la munte, din august până în noiembrie.

## Taxonomie

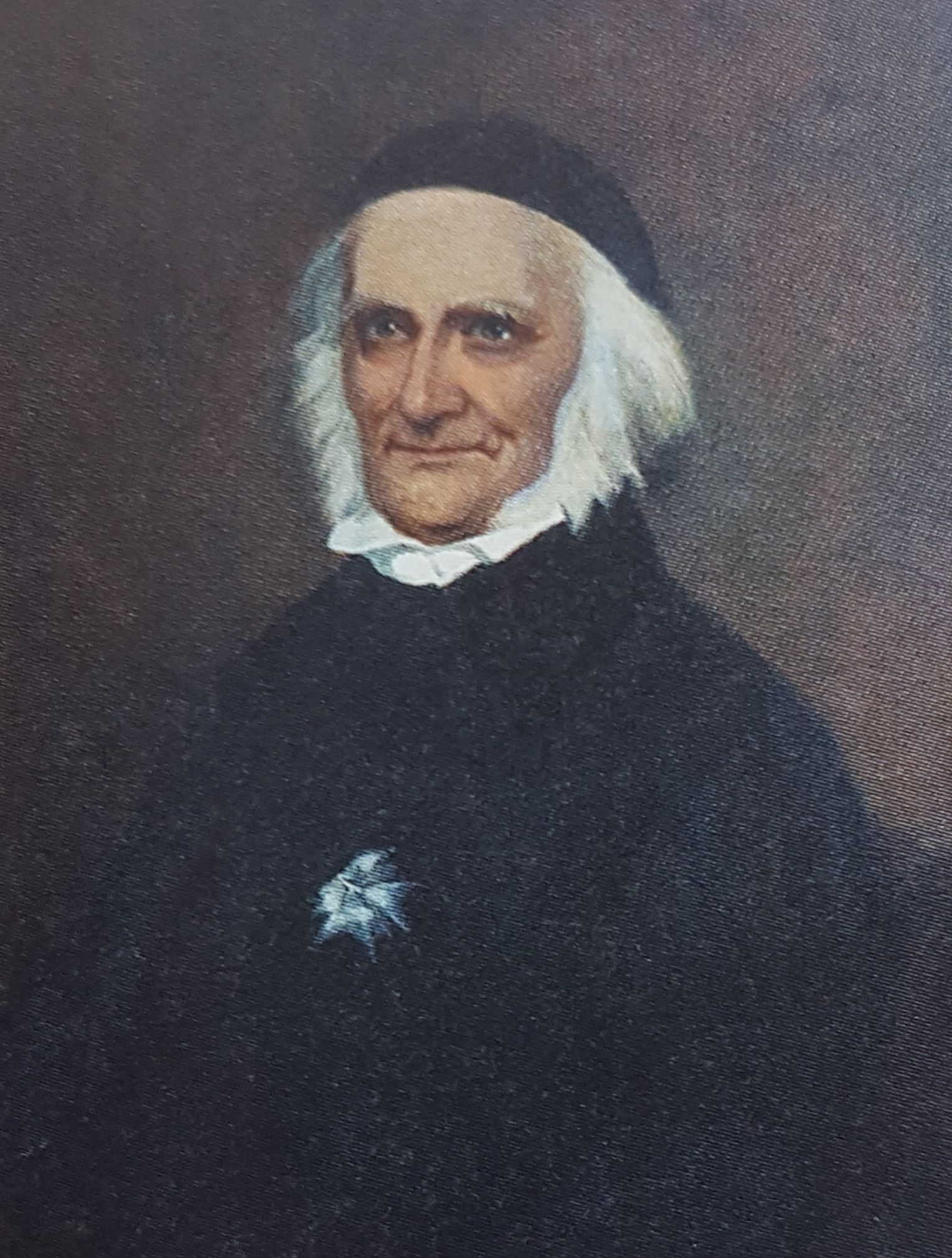
Elias M. Fries

Numele binomial Cortinarius talus a fost determinat de renumitul savant Elias Magnus Fries, de verificat în cartea sa Epicrisis systematis mycologici, seu synopsis hymenomycetum din 1838, fiind și numele curent valabil (2022).
Numele Thaxterogaster talus, creat de micologii finlandezi Tuula Niskanen și Kare Liimatainen în 2022, bazând pe denumirea lui Fries, este un sinonim obligatoriu. Mai mult, în momentul de față se năzuiește spre determinarea nouă a speciei, cu toate că termenul Phlegmacium este stabilit drept subgen al genului Cortinarius.
Toate celelalte încercări de redenumire sunt acceptate drept sinonime, fiind însă nefolosite, în afară de taxonul Cortinarius melliolens, creat de micologul german Julius Schäffer în 1949 care se mai găsește ocazional în cărți micologice mai vechi. 
Epitetul specific este derivat din cuvântul latin (latină talus= între altele: a sta drept), datorită aspectului.

## Descriere

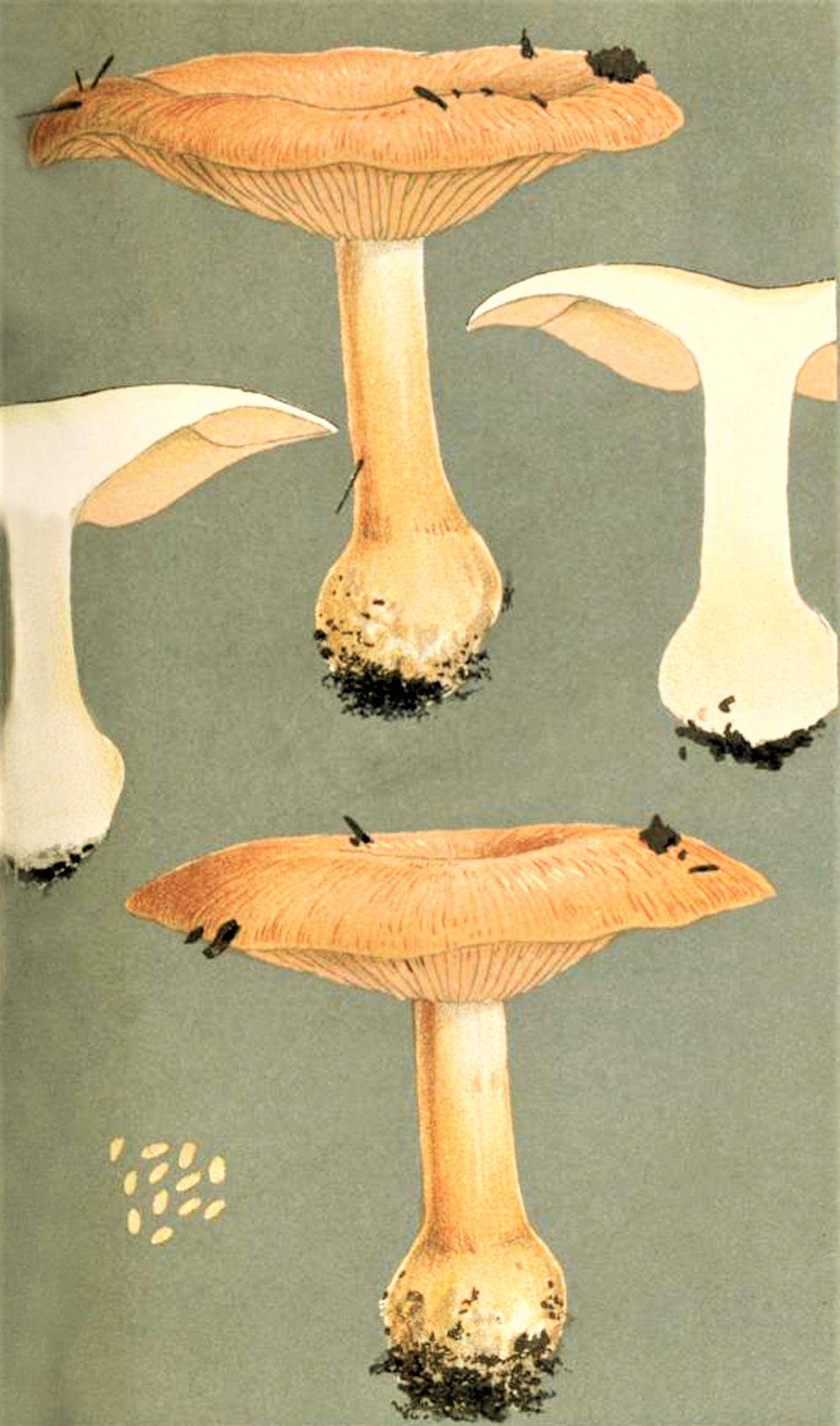
Cooke: Cortinarius talus

- Pălăria: fermă, cărnoasă și higrofană cu un diametru între 4-15 (17)  cm este la început boltită emisferic, dar se întinde apoi, rămânând pentru mult timp frumos convexă, aplatizându-se la bătrânețe. Marginea ascuțită este numai în primul stadiu al evoluției răsucită înspre interior. Cuticula în tinerețe slab brumată argintiu, este netedă, cu fibrile încarnate, unsuroasă până slinoasă și la umezeală mucoasă. Coloritul se prezintă pal ocru-gălbui când este tânăr și mai târziu ocru până la galben de paie, adesea argintiu în centru, datorită resturilor de văl, dezvoltând uneori dungi sau pete higrofane mai închise, ocru-maronii până ruginii.
- Lamelele: sunt subțiri, aglomerate, bifurcate și cu lameluțe intercalate de lungime diferită precum aderate numai slab bombat la picior, fiind acoperite în tinerețe de o cortină albă, formată din fibre foarte fine ca păienjeniș. Coloritul inițial alb murdar până la gri-albicios, devine la maturitate gri-crem, crem-bej sau deschis maroniu, în sfârșit brun-gălbui până ruginiu. Muchiile fertile sunt fin dințate precum adesea ondulate la bătrânețe.
- Piciorul:  de 4-7 (9) cm lungime și 1,5-2 cm (bulbul până la 3 cm) grosime este tare și gros, plin pe dinăuntru, cilindric, spre bază bulbos, dar de obicei numai puțin bordurat și cu un fund izbitor plan. Coloritul în tinerețe alb-mătăsos capătă mai târziu pete sau striații ocru-maronii, baza rămânând albă. Nu poartă un inel.
- Carnea: fermă și compactă, albă, ocazional cu o linie brun-gălbuie la margini, nu se decolorează după tăiere. Mirosul inițial neremarcabil, devine repede dulcișor-fructuos, ca de miere, caramel, de prăjitură sau de căpșuni, gustul fiind blând.[3][4]
- Caracteristici microscopice: are spori elipsoidali, apical în cea mai mare parte rotunjiți cu o lățime medie, ocazional și foarte lați sau înguști (fiind apoi sub-amigdaloizi), priviți de sus ideal elipsoidali până la ovoidali cu un contur în cea mai mare parte fin aspru, uneori și mai grosier. Ornamentul constă din negi izolați predominant fini spre mediu dimisionați, confluând ocazional. Sunt clar dextrinoizi (se decolorează cu reactivul Melzer brun-portocaliu) având o mărime de 7,2-8,3 x 4,6-5,2 microniPulberea lor este ruginie. Basidiile clavate cu fibule bazale, poartă 4 sterigme fiecare și măsoară 30-35 (38) x (7) 9-8 (11) microni. Pileocistidele (elemente sterile de pe suprafața pălăriei) în stratul superior de hife (numit ixocutis) sunt duble și de grosime normală, parțial gelificate puternic și căzute, parțial intacte, hialine (translucide), cu picături de ulei bine vizibil rotunjite, uneori confluente, parțial fin încrustate, în special în zona subcutană. Celulele subcuticulei sunt  ceva mai late, cu pigmenți galben striați transversal, uneori pigmentați galben măsliniu difuz, mai rar ca de chihlimbar. Hipodermul este bine dezvoltat cu celule de ca. 10-20 µm grosime cu un pigment galben deschis, pe alocuri aproape galben strălucitor în pereții groși. Cistidele (elemente sterile situate în stratul himenal sau printre celulele din pielița pălăriei și a piciorului, probabil cu rol de excreție) sunt hialine. Cheilocistidele (elemente preponderent sterile situate pe muchia lamelor) sunt fertile.[9][10]
- Reacții chimice: cuticula se decolorează cu hidroxid de potasiu (40%) castaniu până la brun închis, în carne fără reacție și la marginea bulbului ocru-gălbui sau maroniu, iar carnea cu triclorferat (Cl3Fe) verde-măsliniu.[9][10]

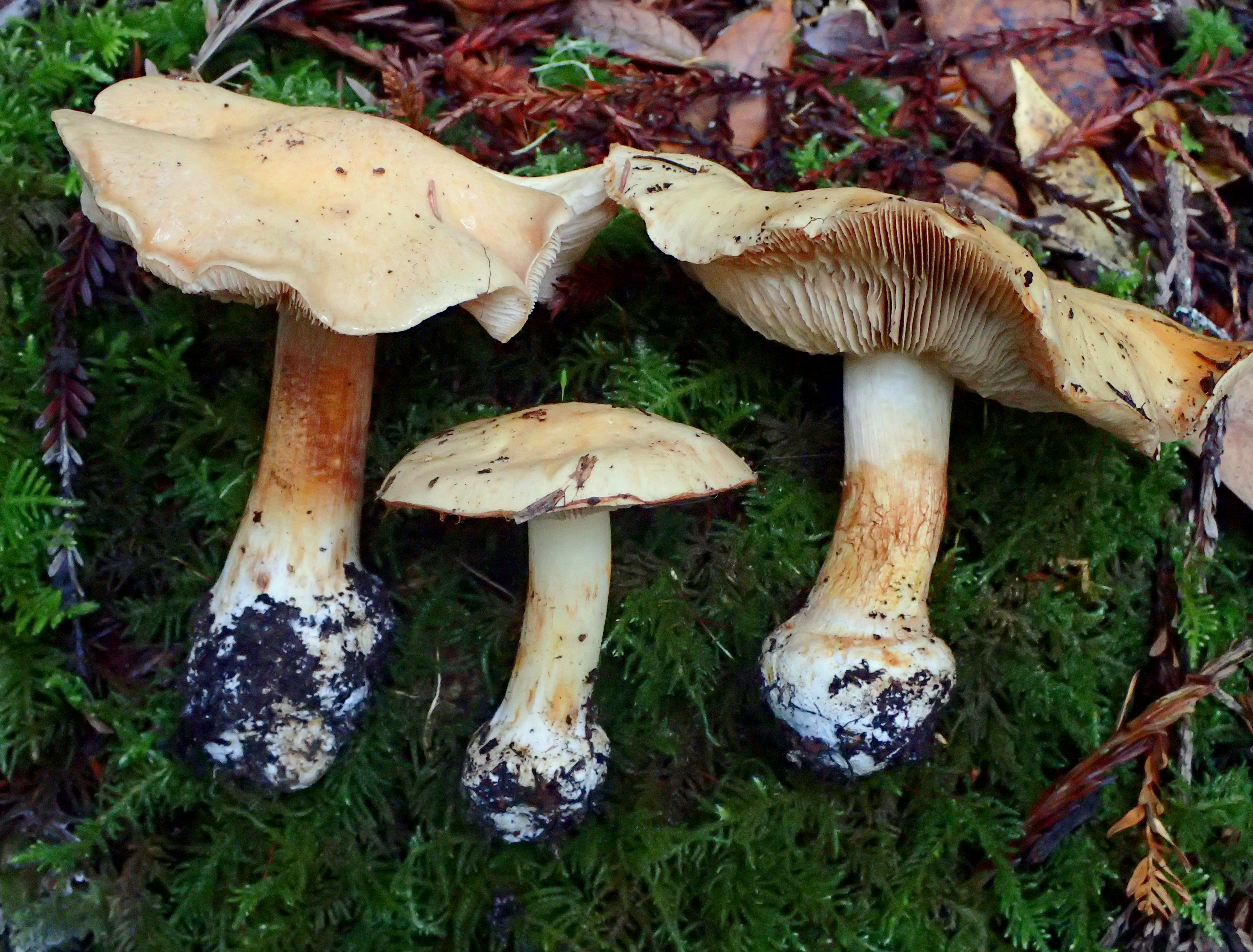
C. talus în diverse stadii, lamele
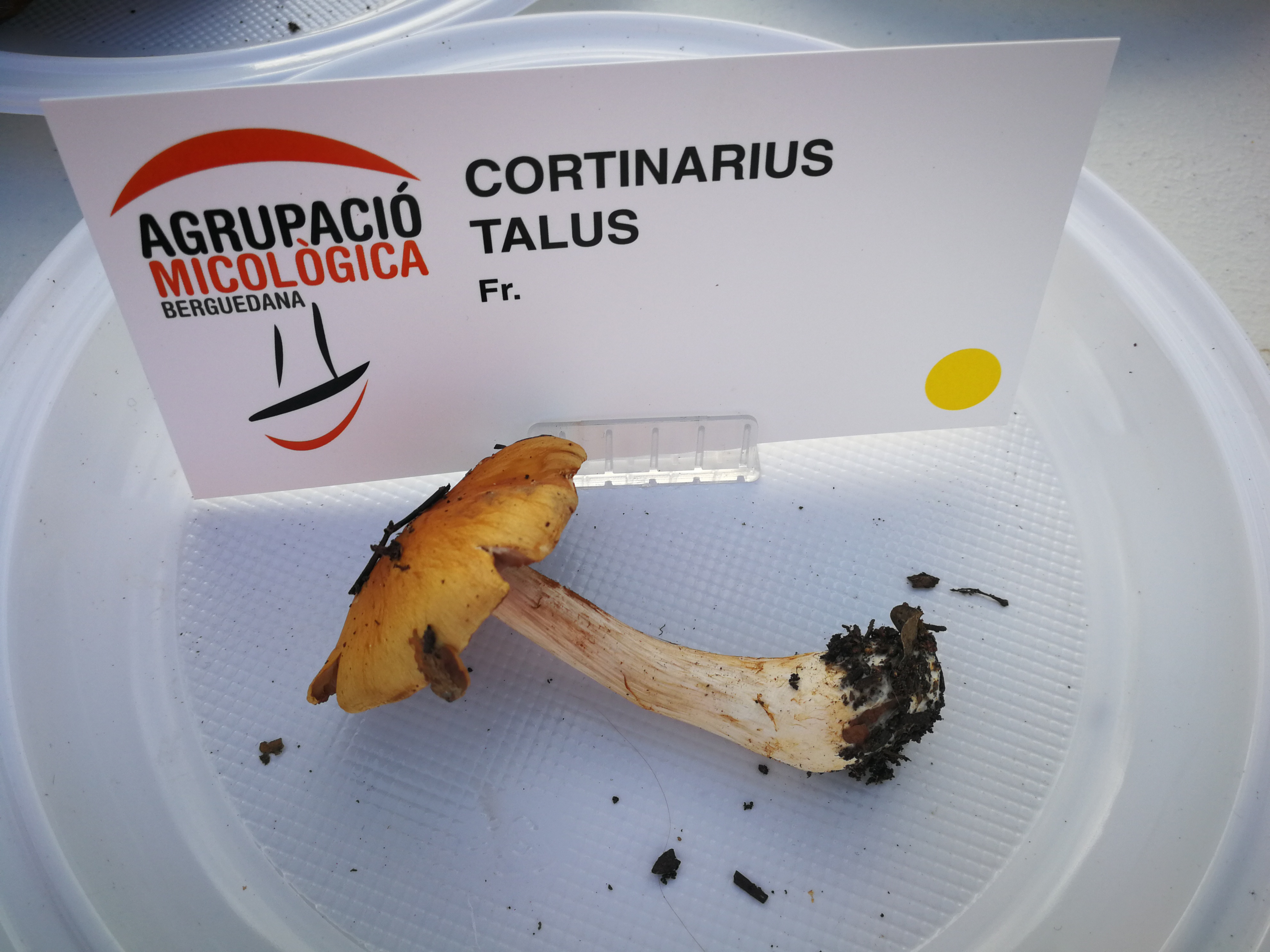
C. talus aspect lateral

## Confuzii
Următoarele ciuperci au o asemănare uneori frapantă:
| - Cortinarius allutus (comestibil), - Cortinarius balaustinus (comestibil), - Cortinarius callisteus (otrăvitor) - Cortinarius claricolor (comestibil) - Cortinarius cotoneus (otrăvitor), - Cortinarius delibutus (comestibil) - Cortinarius elegantior (comestibil) - Cortinarius elegantissimus (otrăvitor), - Cortinarius limonius (posibil letal), | - Cortinarius multiformis (comestibil) - Cortinarius odorifer (comestibil, cu un miros de anason) - Cortinarius olidus, - Cortinarius percomis (comestibil), - Cortinarius rubicundulus (otrăvitor) - Cortinarius turmalis (necomestibil), - Cortinarius varius (comestibil) - Cortinarius venetus (otrăvitor) |

## Specii de ciuperci asemănătoare în imagini

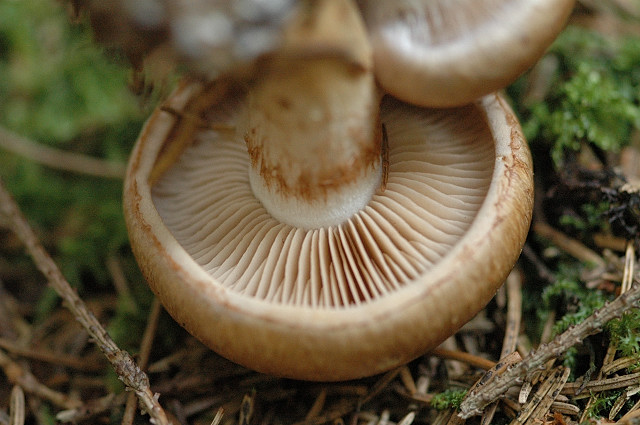
Cortinarius.allutus
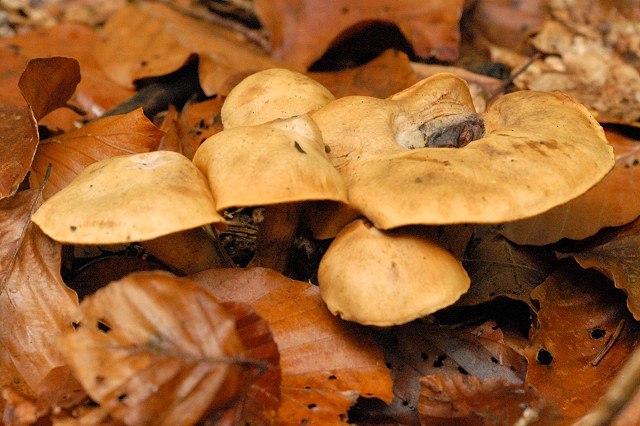
Cortinarius balaustinus
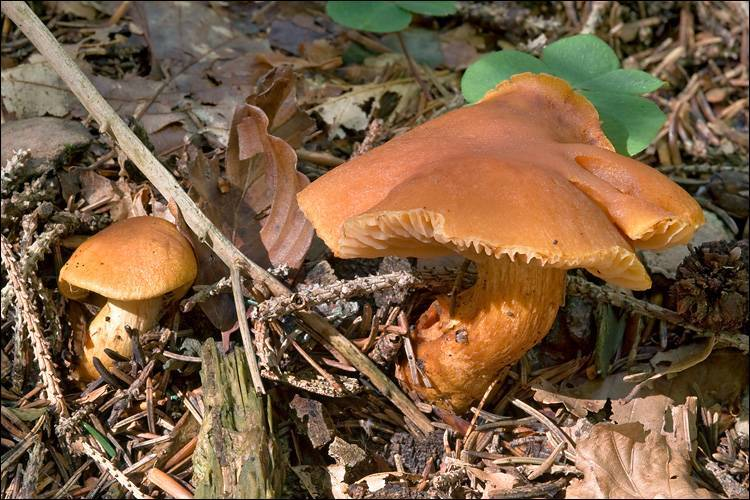
!!Cortinarius callisteus!!
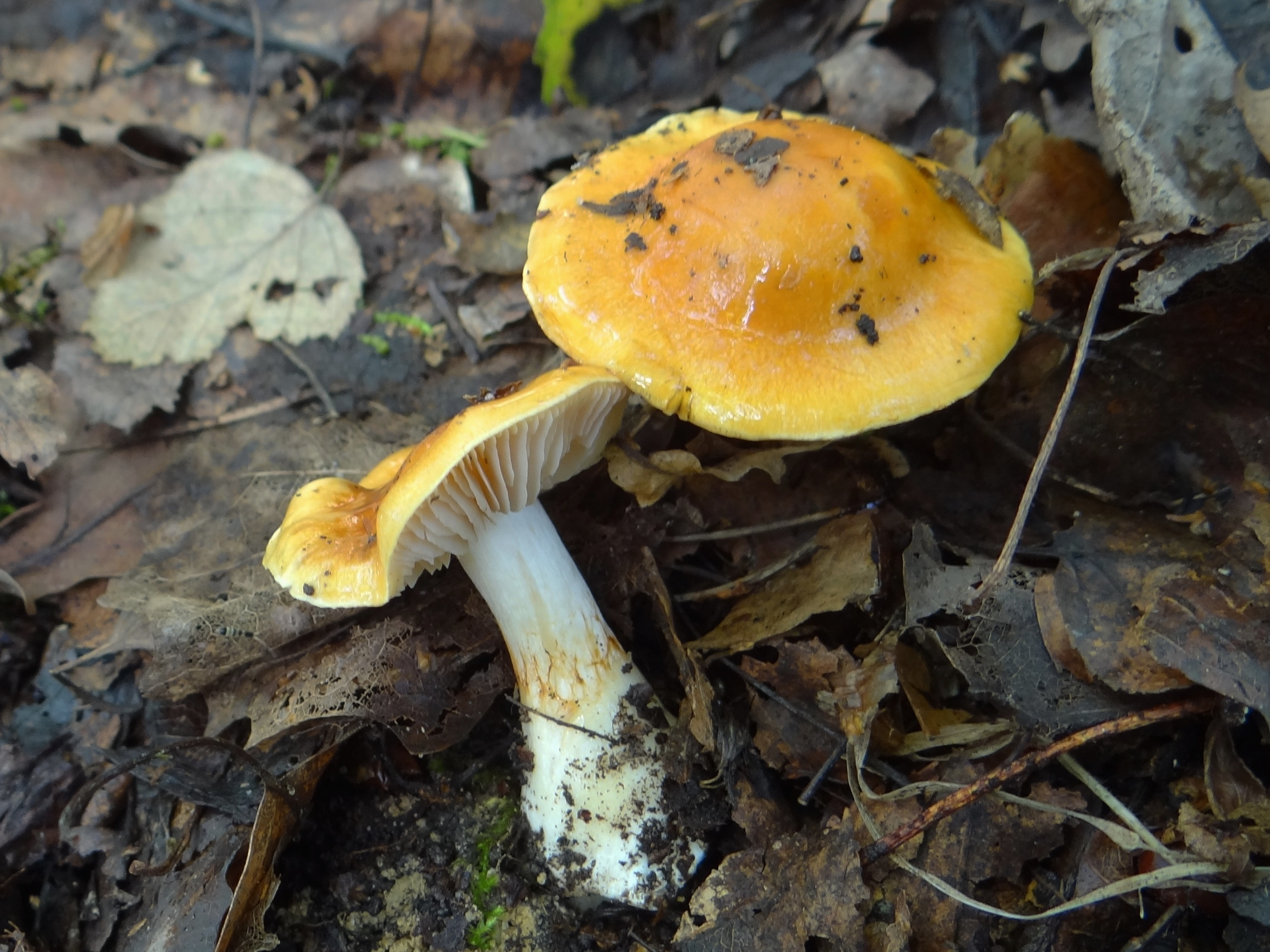
Cortinarius claricolor
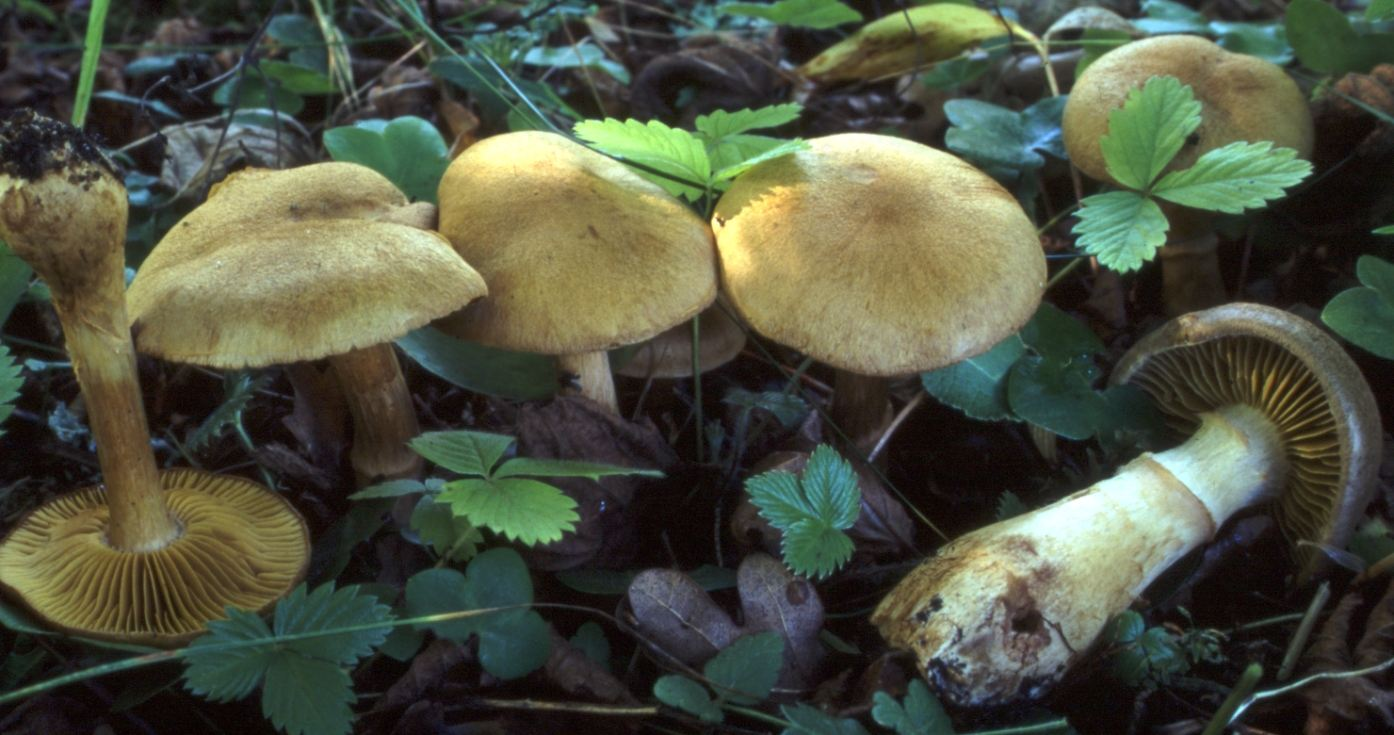
!!Cortinarius cotoneus!!
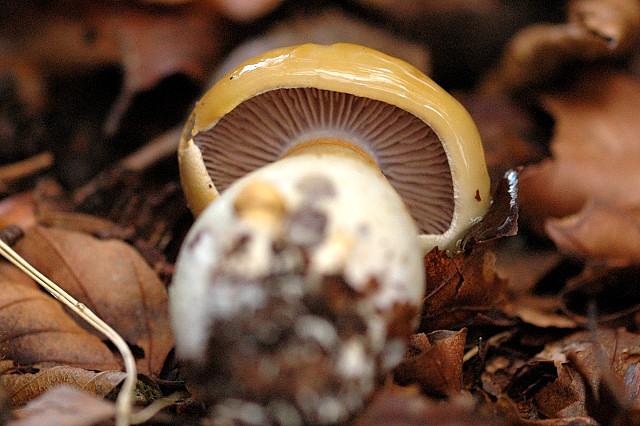
Cortinarius delibutus

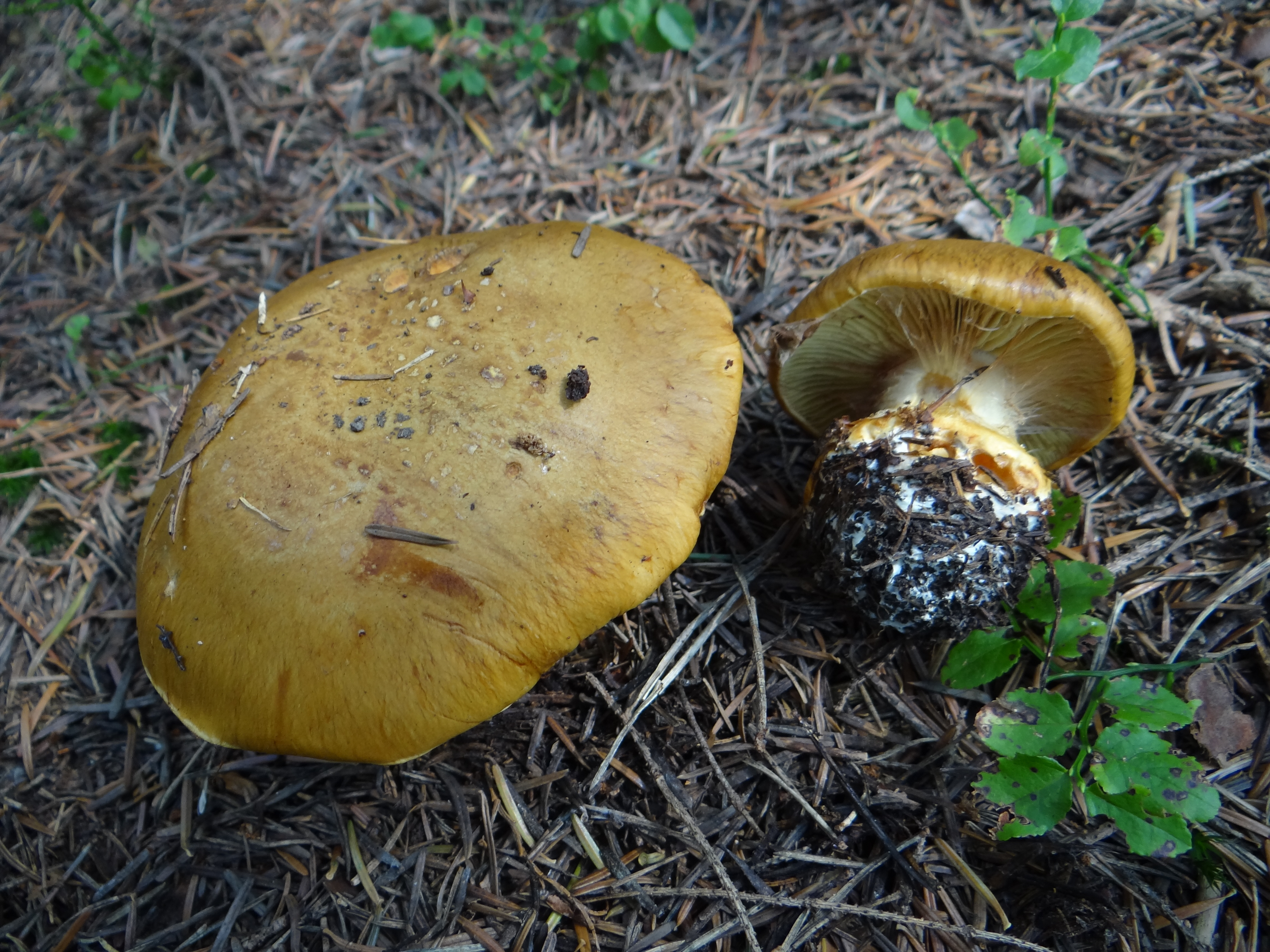
Cortinarius elegantior
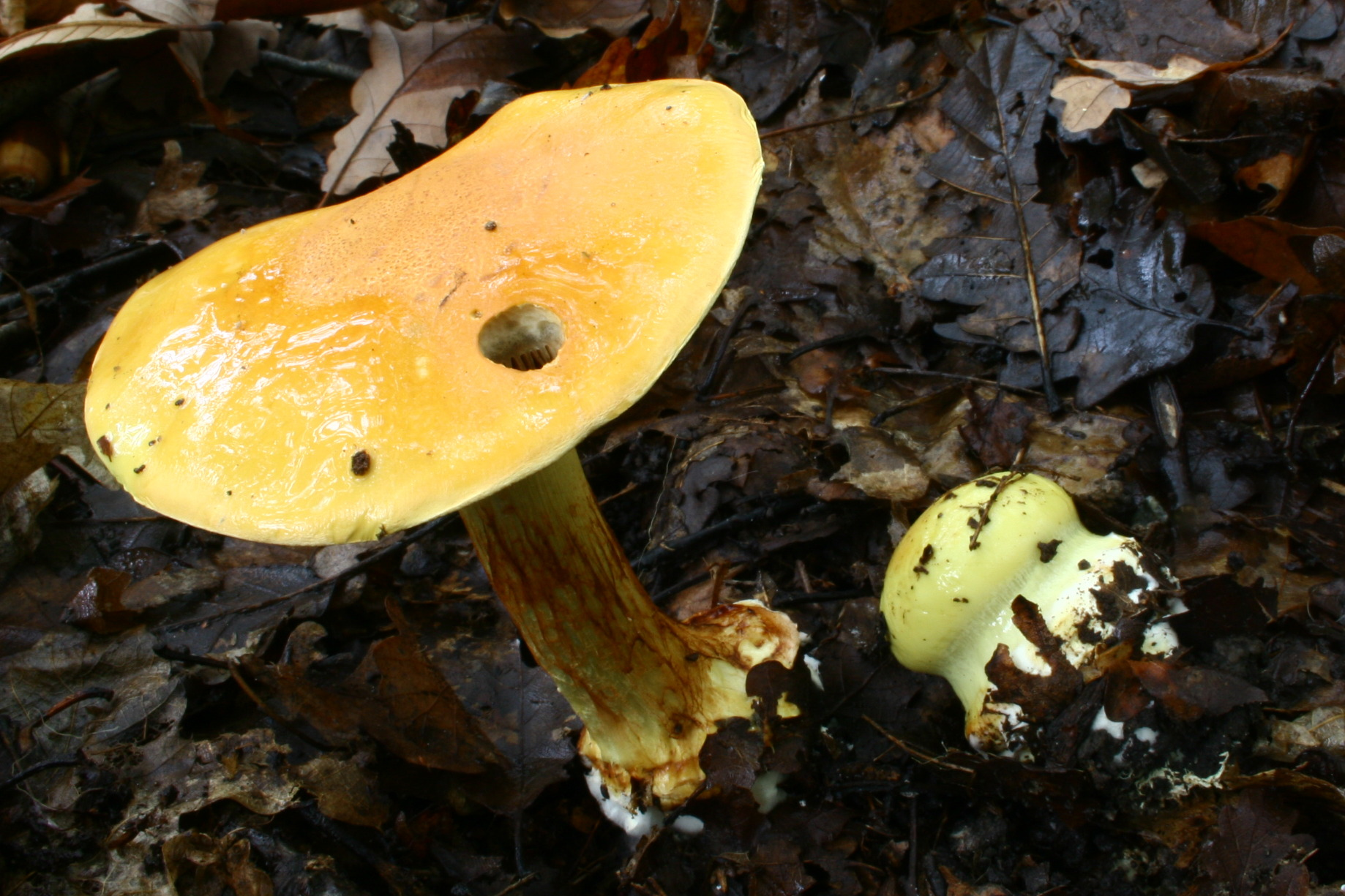
!!Cortinarius elegantissimus!!
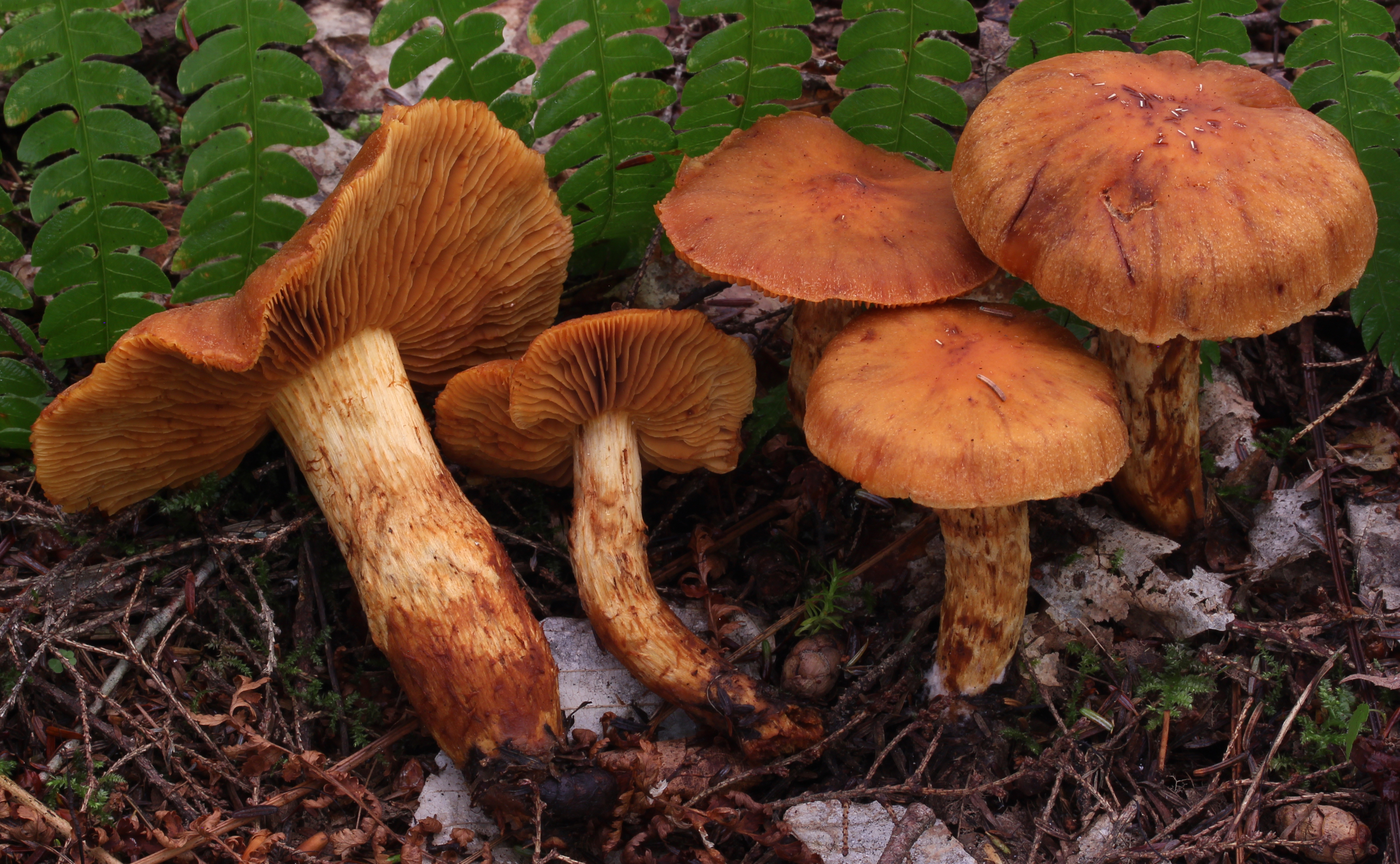
!!!Cortinarius limonius!!!
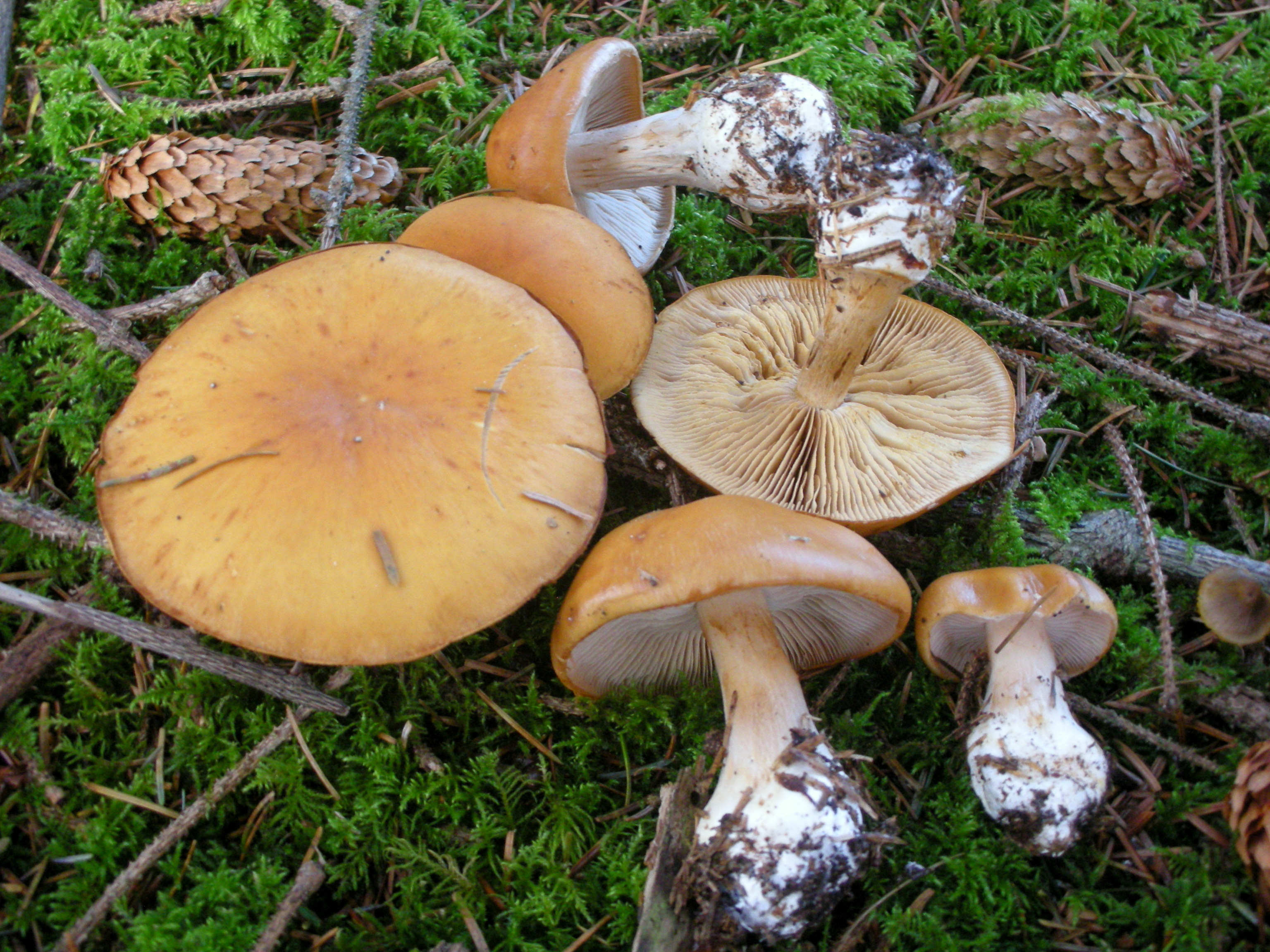
Cortinarius multiformis
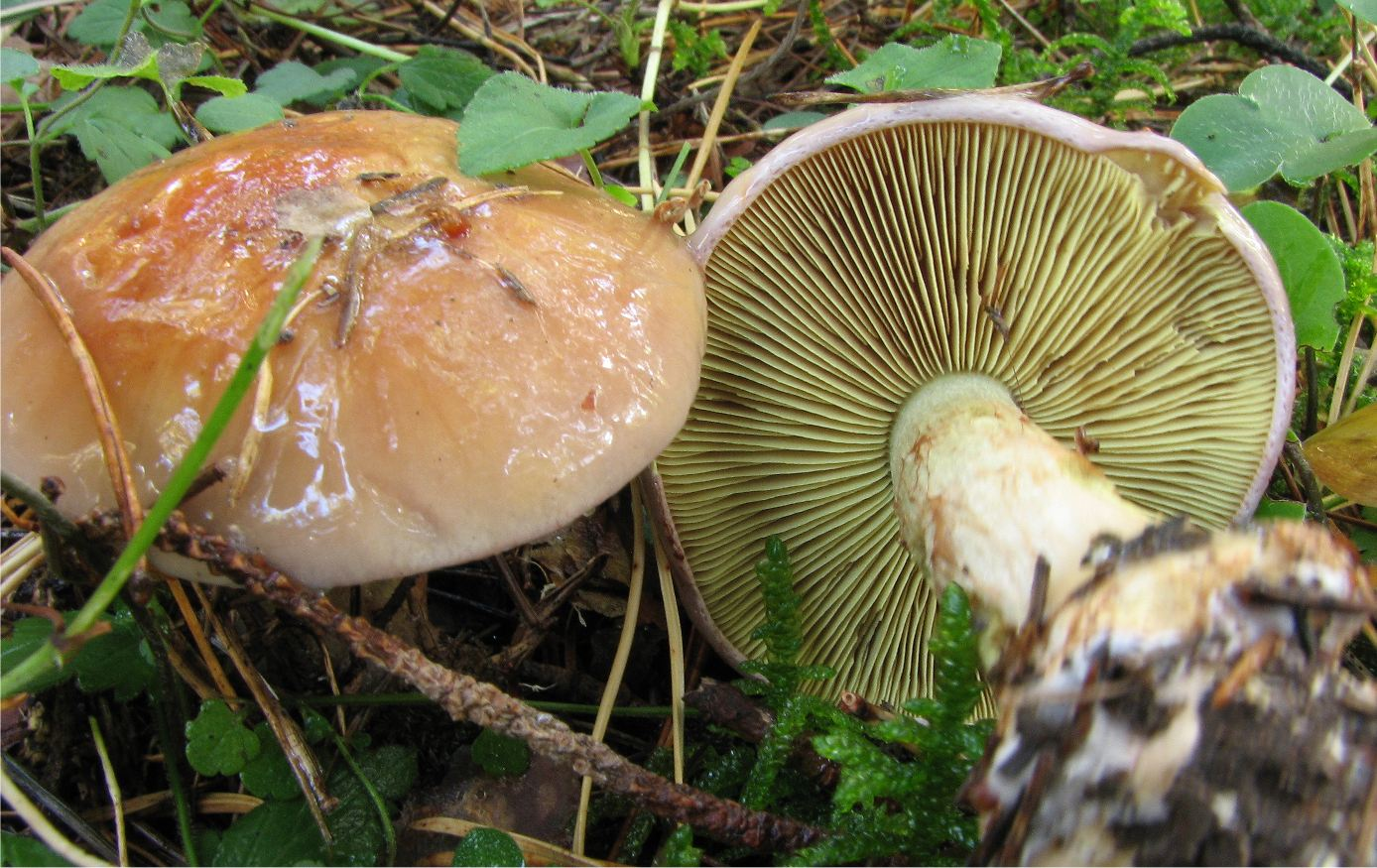
Cortinarius odorifer
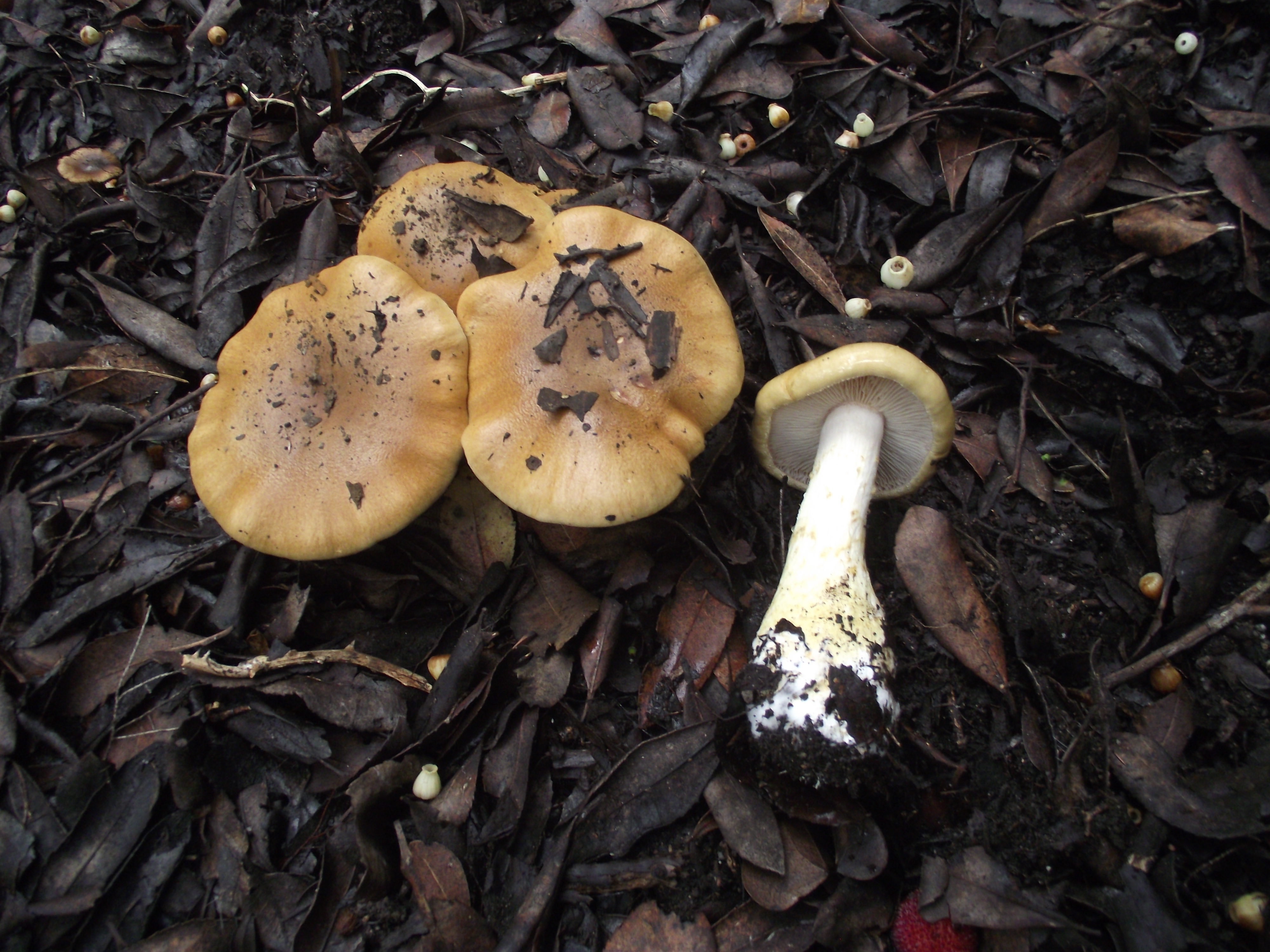
!Cortinarius olidus!

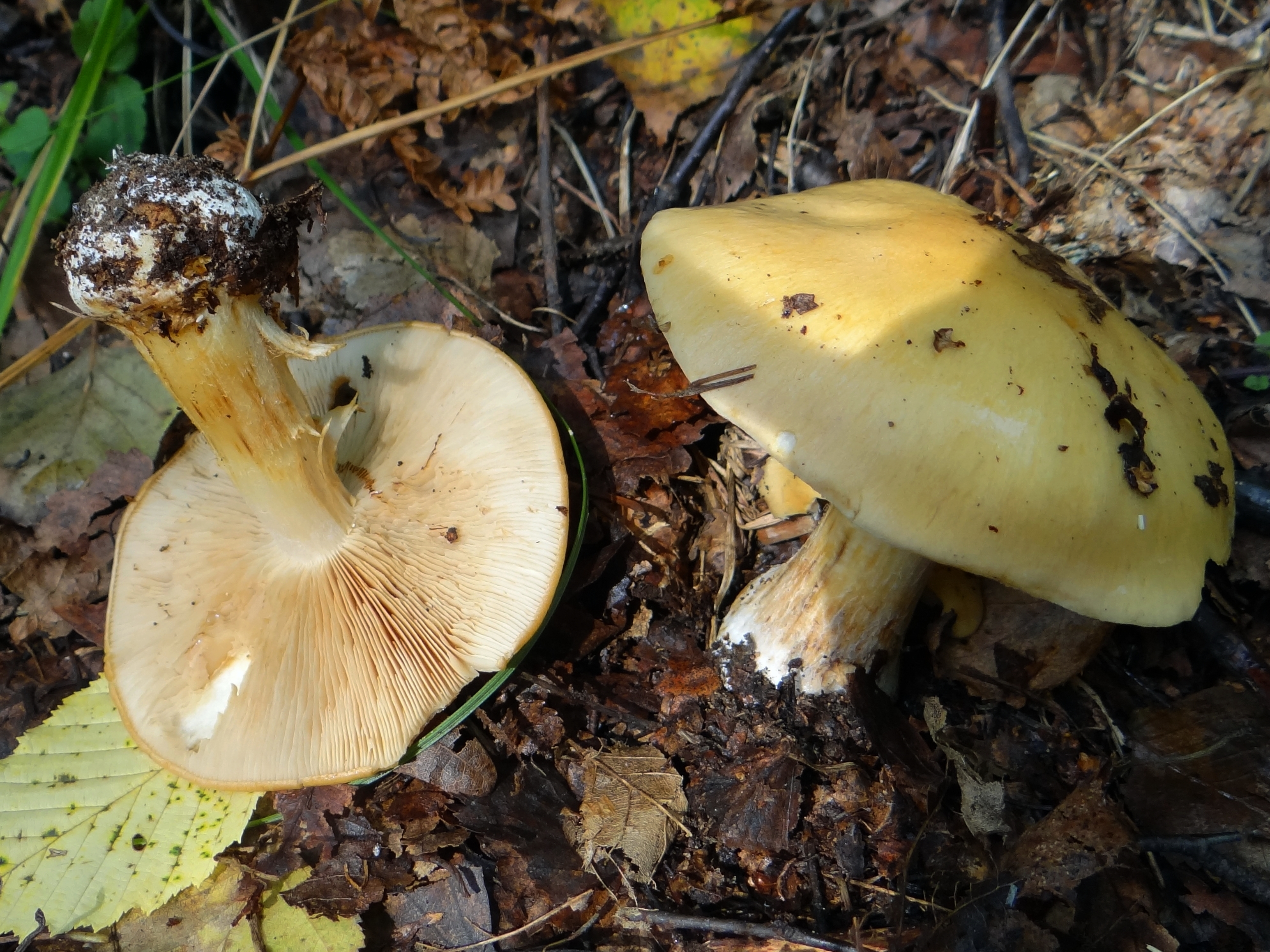
Cortinarius percomis
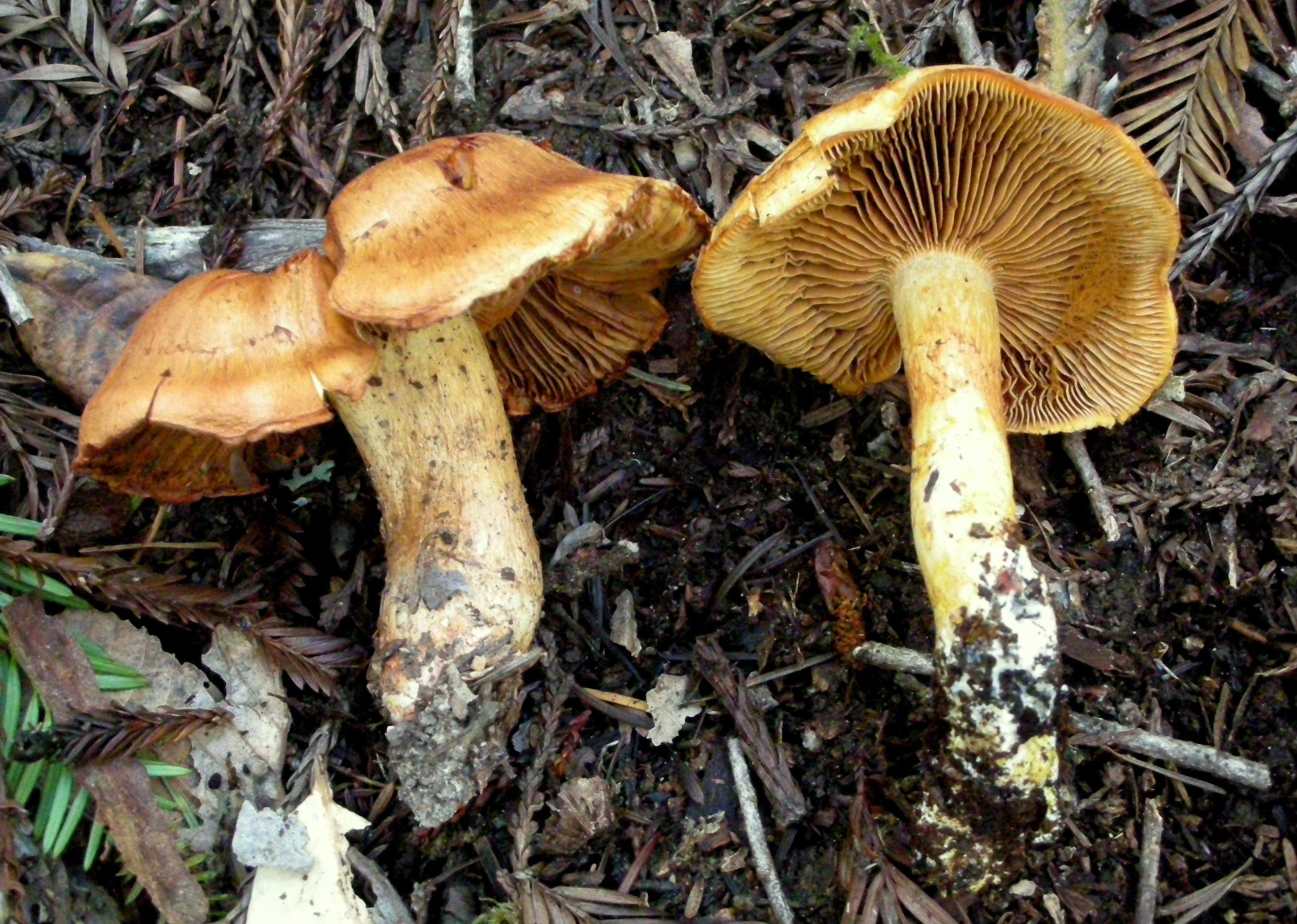
!!Cortinarius rubicundulus!!
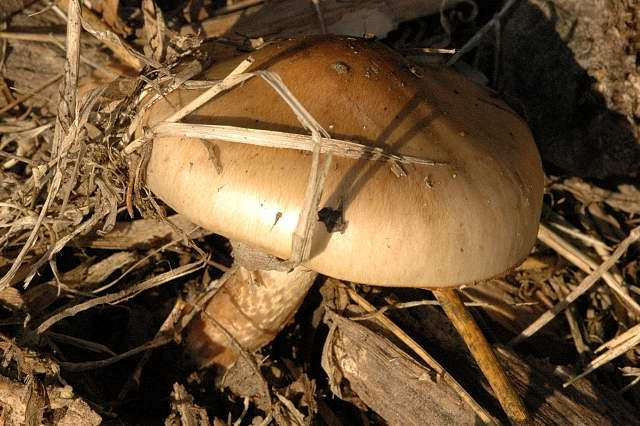
!Cortinarius turmalis!
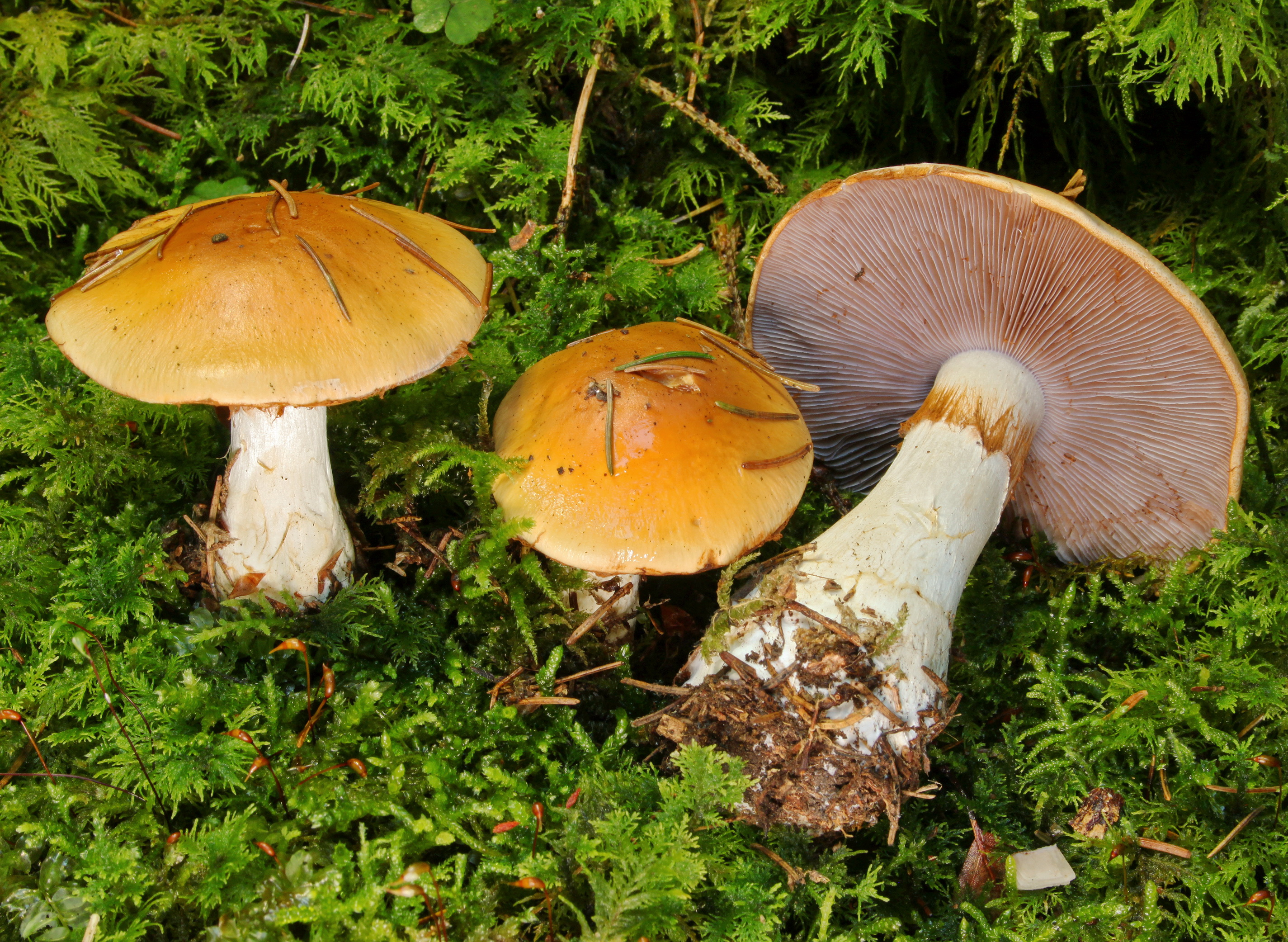
Cortinarius varius
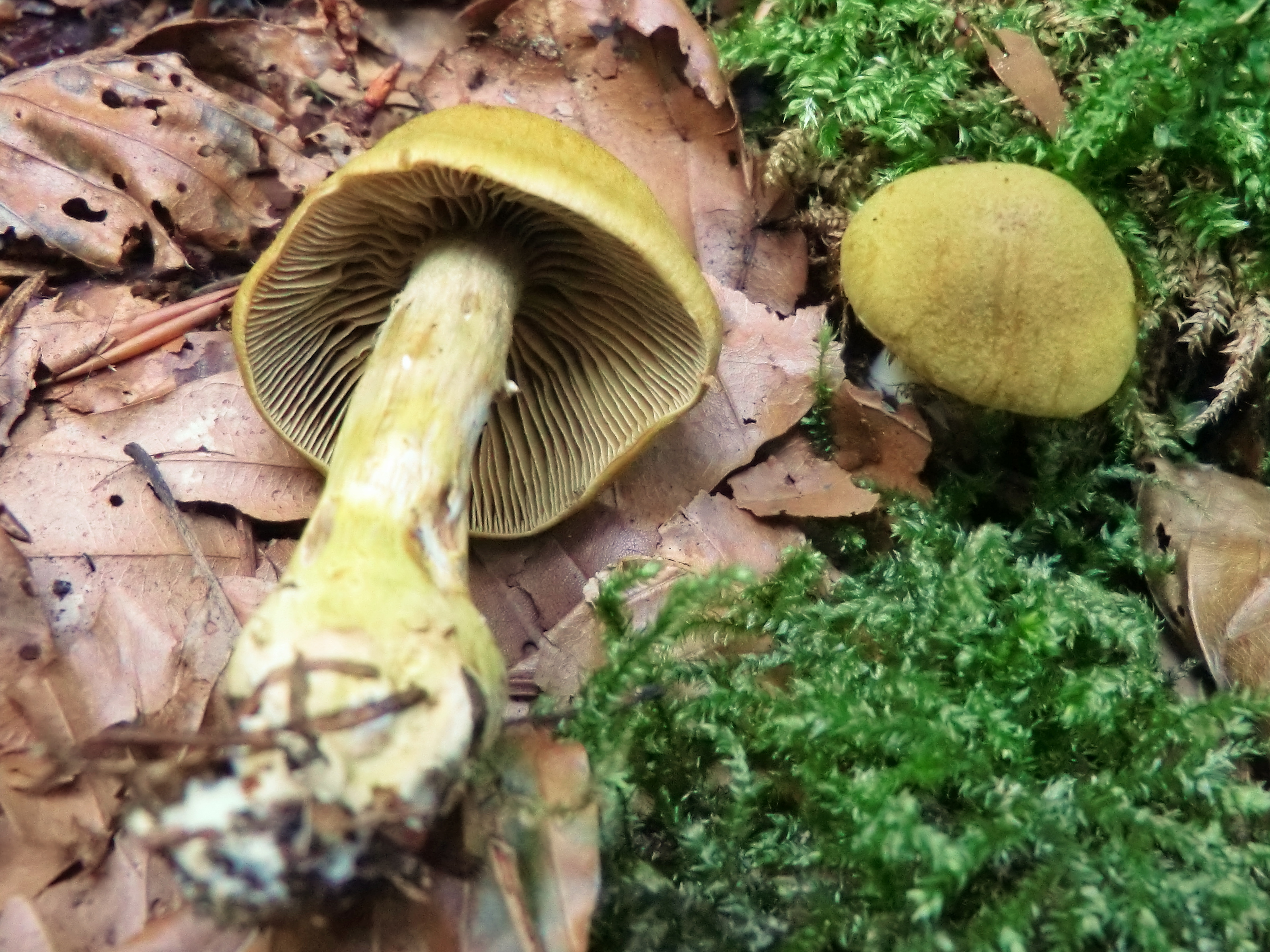
!!Cortinarius venetus!!

## Valorificare
Buretele este comestibil, dar din cauza mirosului insistent nu neapărat o delicatesă culinară ca de exemplu într-o ciulama de ciuperci, fiind însă destul de gustos ca aperitiv după conservarea în oțet. 